# Flemingia
Flemingia es un género de plantas con flores con 88 especies perteneciente a la familia Fabaceae. La especie tipo es Flemingia strobilifera (L.) W.T.Aiton

## Especies seleccionadas
- Flemingia abrupta
- Flemingia affinis
- Flemingia angusta
- Flemingia angustifolia
- Flemingia bhottea
- Flemingia bhutanica

## sinonimia
- Luorea Necker ex Jaume St.Hil., Nouv. Bull. Sci. Soc. Philom. Paris 3: 193. 1812, nom. rej.
- Maughania St.Hil., Nouv. Bull. Sci. Soc. Philom. Paris 3: 216. 1813.
- Ostryodium Desv., J. Bot. Agric. 1: 119. 1813.